# (17488) Mantl
(17488) Mantl est un astéroïde de la ceinture principale.

## Description
(17488) Mantl est un astéroïde de la ceinture principale. Il fut découvert le 2 octobre 1991 à Tautenburg par Lutz Dieter Schmadel et Freimut Börngen. Il présente une orbite caractérisée par un demi-grand axe de 2,73 UA, une excentricité de 0,10 et une inclinaison de 3,9° par rapport à l'écliptique.

## Compléments